# Liste der Kellergassen in Hauskirchen
Die Liste der Kellergassen in Hauskirchen führt die Kellergassen in der niederösterreichischen Gemeinde Hauskirchen an.
| Foto |                 | Kellergasse          | Standort                             | Beschreibung |
| ---- | --------------- | -------------------- | ------------------------------------ | --- |
| BW   | Datei hochladen | Kellergasse          | KG: Hauskirchen Standort             | Das Kellergassensystem liegt östlich der Kirche in Hanglage. Auf 300 Metern Länge befinden sich 41 Gebäude, davon 29 mehrheitlich giebelständige Keller, die Hälfte davon erneuerungsbedürftig. Die älteste Datierung ist von 1952.                                                                       |
| BW   | Datei hochladen | Am Ringerberg        | KG: Prinzendorf Standort             | Das Kellergassensystem liegt in Hanglage am südwestlichen Ortsrand und besteht aus zwei übereinander liegenden Kellerzeilen. Auf insgesamt 200 Metern Länge befinden sich etwa 30 Keller, teils giebelständig, teils in Schildmauerform.                                                                  |
| BW   | Datei hochladen | Steinberg            | KG: Prinzendorf Standort             | Die 300 Meter lange einseitige Kellergasse liegt in Hanglage südöstlich außerhalb des Orts. Sie umfasst 13 Keller, mehrheitlich giebelständig und erneuerungsbedürftig. |
| BW   | Datei hochladen | Zistersdorfer Straße | KG: Prinzendorf Standort             | Die beidseitige Einzelkellergasse liegt in einem Graben am südlichen Ortsrand. Auf 350 Metern Länge befinden sich 61 Gebäude, teils traufständig, teils in Schildmauerform. Mehr als die Hälfte der Keller ist erneuerungsbedürftig oder verfallen. Die älteste Datierung ist von 1877.                   |
| BW   | Datei hochladen | Hintaus              | KG: Rannersdorf an der Zaya Standort | Die einseitige Einzelkellergasse liegt an einer Geländekante im nördlichen Hintaus. Auf 400 Metern Länge befinden sich 25 Gebäude, davon zwei Um- oder Neubauten. Die Keller sind mehrheitlich traufständig, etwa die Hälfte ist erneuerungsbedürftig oder verfallen. Die älteste Datierung ist von 1932. |
| BW   | Datei hochladen | Scheibenbergstraße   | KG: Rannersdorf an der Zaya Standort | Ein paar traufständige Keller befinden sich am nordwestlichen Ortsrand in einem Graben. |

| Foto:                    | Fotografie der Kellergasse (Gesamtheit). Klicken des Fotos erzeugt eine vergrößerte Ansicht. Daneben finden sich zwei Symbole: \| Weitere Bilder vorhanden \| Das Symbol bedeutet, dass weitere Fotos des Objekts verfügbar sind. Durch Klicken des Symbols werden sie angezeigt. \| \| Eigenes Foto hochladen \| Durch Klicken des Symbols können weitere Fotos des Objekts in das Medienarchiv Wikimedia Commons hochgeladen werden. \| |
| Name:                    | Bezeichnung der Kellergasse |
| Standort:                | Es ist die Katastralgemeinde (KG) angegeben. Durch Aufruf des Links Standort wird die Lage der Kellergasse in verschiedenen Kartenprojekten angezeigt. |
| Beschreibung             | Kurze Beschreibung der Kellergasse |
| Weitere Bilder vorhanden | Das Symbol bedeutet, dass weitere Fotos des Objekts verfügbar sind. Durch Klicken des Symbols werden sie angezeigt. |
| Eigenes Foto hochladen   | Durch Klicken des Symbols können weitere Fotos des Objekts in das Medienarchiv Wikimedia Commons hochgeladen werden. |